# 徐賁 (明朝)

徐贲绘《溪山图》（美国克利夫兰艺术博物馆藏）

徐賁（1335年—？），字幼文，常州路晉陵縣（今江蘇常州）人，後遷平江路長洲縣（今江蘇蘇州）城北，號北郭生，明初畫家，明初十才子之一。

## 生平
張士誠抗元，招為僚屬，徐賁與張羽避居吳興縣（今浙江湖州）。洪武七年（1374年）被薦入朝。洪武九年（1376年）春奉使晉、冀，授刑科給事中。歷任廣東道監察御史、刑部主事、廣西參議，官至河南左布政使。洪武十一年（1376年）大軍征洮、岷，以軍隊過境、犒勞失時，下獄。台北故宮有徐賁洪武三十年（1397年）紀年的作品，可知當時尚在人間。

## 藝術成就
徐賁擅畫山水，取法董源、巨然，稱明初十才子之一。又與高啟、楊基、張羽合稱「吳中四傑」。

## 家族
先世由巴蜀（今四川）遷居晉陵。

## 作品
《蜀山圖》，藏於台灣台北國立故宮博物院
《廬山讀書圖》，藏於台灣台北國立故宮博物院
《溪山亭子圖》，藏於台灣台北國立故宮博物院
《雲壑探幽圖》，藏於台灣台北國立故宮博物院
《疏樹竹屋圖》，藏於台灣台北國立故宮博物院
《獅子林圖》冊，藏於台灣台北國立故宮博物院
《秋林草亭圖》軸，藏於上海博物館
另著有《北郭集》6卷